# Raymond Durand (pilota automobilistico)
Raymond Durand (Gap, 8 luglio 1952) è un pilota di rally francese.

## Biografia
Ha vinto su Toyota Prius il campionato del mondo FIA per auto ad energia alternativa nel 2009 (chiudendo al primo posto le gare di Montecarlo e San Marino e giungendo terzo a Montréal) e nel 2010 (vincendo a Zolder e Reykjavík e salendo sul podio ad Atene, Monza e Montréal).

## Risultati WRC
| 1979 | Scuderia | Vettura             |     |  |  |  |  |  |  |  |  |  |  |  |  |  |  |  | Punti | Pos. |
| ---- | -------- | ------------------- | --- |  |  |  |  |  |  |  |  |  |  |  |  |  |  |  | ----- | ---- |
| 1979 |          | Alpine-Renault A110 | Rit |  |  |  |  |  |  |  |  |  |  |  |  |  |  |  | 0     |      |

| 1980 | Scuderia | Vettura             |     |  |  |  |  |  |  |  |  |  |  |  |  |  |  |  | Punti | Pos. |
| ---- | -------- | ------------------- | --- |  |  |  |  |  |  |  |  |  |  |  |  |  |  |  | ----- | ---- |
| 1980 |          | Alpine-Renault A110 | Rit |  |  |  |  |  |  |  |  |  |  |  |  |  |  |  | 0     |      |

| 1981 | Scuderia | Vettura             |     |  |  |  |  |  |  |  |  |  |  |  |  |  |  |  | Punti | Pos. |
| ---- | -------- | ------------------- | --- |  |  |  |  |  |  |  |  |  |  |  |  |  |  |  | ----- | ---- |
| 1981 |          | Alpine-Renault A110 | Rit |  |  |  |  |  |  |  |  |  |  |  |  |  |  |  | 0     |      |

| 1982 | Scuderia | Vettura             |    |  |  |  |  |  |  |  |  |  |  |  |  |  |  |  | Punti | Pos. |
| ---- | -------- | ------------------- | -- |  |  |  |  |  |  |  |  |  |  |  |  |  |  |  | ----- | ---- |
| 1982 |          | Alpine-Renault A110 | 80 |  |  |  |  |  |  |  |  |  |  |  |  |  |  |  | 0     |      |

| Legenda | 1º posto | 2º posto | 3º posto | A punti | Senza punti | Ritirato | Squalificato | NP=Non partito C=Gara cancellata | Apice=Power stage |